# Goodson-galamb
A Goodson-galamb (Patagioenas goodsoni) a madarak osztályának galambalakúak (Columbiformes) rendjébe és a galambfélék (Columbidae) családjába tartozó faj.

## Rendszerezése
A fajt Ernst Hartert német ornitológus írta le 1902-ben, a Columba nembe Columba goodsoni néven.

## Előfordulása
Panama, Ecuador és Kolumbia területén honos. A természetes élőhelye szubtrópusi és trópusi síkvidéki és hegyi esőerdők. Nem vonuló faj.

## Megjelenése
Testhossza 24 centiméter.